# Jay (nome)
Jay  è un nome proprio di persona inglese maschile e femminile.

## Varianti
- Maschili: Jae[3]
- Femminili: Jae[3], Jaye[4]

## Origine e diffusione
Si tratta di un ipocoristico di nomi che iniziano con il suono jay, come James, Jason o Jane. I nomi Jaden e Jalen sono derivati da Jay.
I primi esempi di uso di questo nome, tuttavia, potrebbero rappresentare una ripresa del cognome inglese Jay o Jaye (in particolare, negli Stati Uniti, con riferimento a John Jay, uno dei padri fondatori). Questo cognome deriva dal nome inglese della ghiandaia (jay, appunto) che, tramite il francese antico geai, è da ricollegare al tardo latino gaius, una voce onomatopeico tratta dal verso stridulo dell'uccello, ma influenzata anche dal comune praenomen romano Gaius. 
Va notato che Jay coincide con una variante del nome indiano जय (Jaya).

## Onomastico
Non esistono santi che portano questo nome, quindi è adespota. L'onomastico può essere festeggiato in occasione di Ognissanti, il 1º novembre, o in alternativa il giorno del nome di cui rappresenta un diminutivo.

## Persone

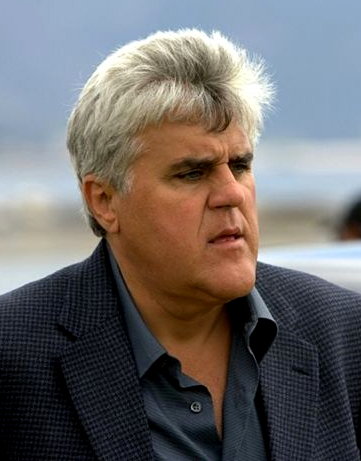
Jay Leno

- Jay Baruchel, attore, doppiatore, regista e sceneggiatore canadese
- Jay Bothroyd, calciatore inglese
- Jay Brannan, cantautore e attore statunitense
- Jay Carney, politico, giornalista e funzionario statunitense
- Jay Cutler, giocatore di football americano statunitense
- Jay Leno, conduttore televisivo, autore televisivo e comico statunitense
- Jay McInerney, scrittore e sceneggiatore statunitense
- Jay Miner, informatico statunitense
- Jay Mohr, attore e comico statunitense
- Jay Rockefeller, politico statunitense
- Jay Sean, cantante e produttore discografico britannico

## Il nome nelle arti
- Jay è un personaggio, assieme a Silent Bob, inventato dal regista statunitense Kevin Smith.
- Jay Garrick è un personaggio dei fumetti DC Comics.
- Jay Gatsby è il personaggio principale del romanzo di Francis Scott Fitzgerald Il grande Gatsby.
- Jay Walker (alla nascita Gordon) è un personaggio della serie animata Lego Ninjago: Masters of Spinjitzu.
- Jay Shmufting è il protagonista della serie animata Rekkit Rabbit.